# Burgberg im Allgäu
Burgberg im Allgäu é um município da Alemanha, situado no distrito de Oberallgäu, no estado da Baviera. Tem 15,99 km² de área, e sua população em 2019 foi estimada em 3.301 habitantes.